# Пауэлл, Элейн
Элейн Пауэлл (англ. Elaine Powell; род. 9 августа 1975 года в Монро, Луизиана) — американская профессиональная баскетболистка, выступала в женской национальной баскетбольной ассоциации. Она была выбрана на драфте ВНБА 1999 года в четвёртом раунде под общим 50-м номером клубом «Орландо Миракл». Играла в амплуа разыгрывающего защитника. После окончания игровой карьеры перешла в тренерский штаб команды NCAA «Грэмблинг Стэйт Тайгерс». В настоящем она является главным тренером студенческой команды «Лэнгстон Лайонс».

## Ранние годы
Элейн Пауэлл родилась 9 августа 1975 года в городке Монро (штат Луизиана), а училась она там же в средней школе Кэрролл, в которой выступала за местную баскетбольную команду.